# GDF-CO3
GDF-CO3 – samobieżne działo przeciwlotnicze produkcji szwajcarskiej.
Wozy z serii GDF to szybkie samobieżne armaty przeciwlotnicze do osłony celów położonych na tyłach, np. fabryki lub lotniska. Podwozie wersji gąsienicowej powstało na bazie transportera opancerzonego M113, natomiast dla wersji kołowej wykorzystano układ jezdny 4-kołowego samochodu terenowego HYKA. GDF-CO3 dzięki radarowi typu Contraves i dalmierzowi laserowemu może skutecznie zwalczać lotnictwo wroga za dnia i w nocy. Armata KFD jest przystosowana do strzelania amunicja rozmaitego rodzaju, w tym pociskami przeciwpancernymi do niszczenia celów naziemnych. Konstrukcja pojazdu jest dość nietypowa - przedział dla załogi znajduje się przed działem, z przodu.